# Salo Flohr
Salo Flohr (první jméno uváděno i Salomon; 21. listopadu 1908, Horodenka – 18. července 1983, Moskva) byl československý a později sovětský mezinárodní šachový velmistr židovské národnosti. Před druhou světovou válkou jeden z nejsilnějších světových šachistů.

## Život
Flohr se narodil jako jedno z osmi dětí chudé haličské židovské rodiny, která před běsněním první světové války i domácích fanatiků volila útěk z místa na místo, až se její konečnou zastávkou stal Lipník nad Bečvou na Moravě. Z celé rodiny nakonec přežili jenom dva sirotkové – Salomon a jeho starší bratr. V roce 1930 mu na jeho žádost Zastupitelstvo města Benešova přislíbilo domovské právo, což mu umožnilo zažádat o československé občanství a mohl díky tomu reprezentovat Československo. Flohr se tak roku 1933 stal československým občanem, roku 1933 mistrem ÚJČS, dvakrát mistrem Československa (roku 1933 a 1936) a svou novou vlast také v letech 1930-1937 reprezentoval na pěti šachových olympiádách:
- roku 1930 v Hamburku, kde československé mužstvo skončilo páté,[2]
- roku 1931 v Praze, kdy společně s Karlem Skaličkou, Karlem Opočenským, Karlem Gilgem1 a Josefem Rejfířem vybojoval třetí místo,[3]
- roku 1933 ve Folkestone, kdy společně s Karlem Skaličkou, Karlem Opočenským, Karlem Treybalem a Josefem Rejfířem vybojoval druhé místo).[4]
- roku 1935 ve Varšavě, kde československé mužstvo skončilo páté,[5]
- roku 1937 ve Stockholmu, kde československé mužstvo skončilo opět páté,[6]

Flohr vyhrál celou řadu mezinárodních turnajů, např. v Praze roku 1928 a 1930, v Brně roku 1931, ve Sliači roku 1932 (společně s Milanem Vidmarem), v Hastingsu 1931/32, 1932/33, 1933/34 (před Aljechinem), a 1934/35 společně s Maxem Euwem a Georgem Alanem Thomasem, ve Scheveningenu roku 1933 (před Gézou Maróczym), v Moskvě roku 1935 společně s Michailem Botvinnikem před Emanuelem Laskerem a Capablancou, v Poděbradech roku 1936 (před Aljechinem), v Kemeri roku 1937 (společně se Samuelem Reshevskym a Vladimirsem Petrovsem) a roku 1939 (před Gideonem Ståhlbergem a Lászlém Szabó) a v Leningradě a Moskvě roku 1939 (před Samuelem Reshevskym).
Roku 1937 jej kongres FIDE jmenoval kandidátem zápasu o titul mistra světa. Zápas s Alexandrem Aljechinem se měl hrát roku 1939, znemožnilo je však obsazení Československa Německem, kvůli kterému se Flohr stal opět uprchlíkem a vystěhoval se do Sovětského svazu, který pak reprezentoval až do konce své kariéry. Roku 1948 se již jako sovětský šachista probojoval do turnaje kandidátů, kde se však v roce 1950 dělil až o poslední tři místa. Titul mezinárodního velmistra mu byl udělen roku 1950.
Flohr byl také vtipným a duchaplným komentátorem a publicistou. Výbor z jeho statí vyšel roku 1986 pod názvem Сквозь призму полувека.